# Šansona
Šansona (Chanson) je izvorno pučka umjetnost. S vremenom je postala snažnom industrijom 20. stoljeća između dva svjetska rata, da bi se, posebno iza Drugog, preobrazila u glazbenu vrstu nadahnute sprege pjesnika, skladatelja i interpreta, ili interpreta-skladatelja i pisaca vlastitih pjesama. Ta se umjetnička forma najsnažnije razvila u Francuskoj, kolijevci europske šansone, pogotovo u drugoj polovici 20. stoljeća. 
Šansona je komentator zbivanja i suptilni dnevnik o vlastitoj sudbini, često je kritički i pronicljivi promatrač svega što se zbiva u društvu u vrijeme nastanka pojedine pjesme. Njezina su lica mnogostruka: od izrazito artističko-umjetničkog do onog jednostavnijeg, popularnog koje se obraća svim ljudima na jednako razumljiv način. Toj su klimi posebno pogodovali procvat industrije ploča i otvaranje brojnih glazbenih dvorana za javne nastupe pjevača već u doba iza Prvoga svjetskog rata, kada se život nakon ratnih trauma vratio na ulice i u javni prostor.

## Povijest
U Francuskoj je tradicija ove glazbene vrste dugovječna. Traje još od Srednjega vijeka, trubadura i trouvera 13. stoljeća, a obnovit će se snažno u 18. i 19. stoljeću. Već 1770. u Parizu se otvaraju preteče kasnijih music-hallova - café-concerti, u kojima su nastupali pjevači, glumci i akrobati. U drugoj polovici 19. stoljeća ta mjesta postaju pravom operom naroda i živim teatrom. Pjeva se posvuda - na ulici, na javnim trgovima, u café-concertima. Iz te tradicije izići će Maurice Chevalier i Édith Piaf.
Iz tradicije šansona pretežno socijalnog izraza jednog Aristidea Bruanta (1851. – 1925.), koji u modu uvodi naturalističku protestnu šansonu, neuvijenog i direktnog izričaja, izići će duhovni svijet jednog Georgesa Brassensa ili Léa Ferréa. 
Kad se na Montmartreu se 1881. otvara lokal Le Chat Noir (Crna mačka) kao prvi europski kabaret modernoga stila - okupljalište bohema, pjesnika i slikara, tamo zalaze novi umjetnici toga doba: pisci Edgar Allan Poe, Émile Zola, Alexandre Dumas-sin, slikari Henri de Toulouse-Lautrec, kompozitor Claude Debussy i drugi. U prizemlju je bila i galerija slika, a u kabareu rano počinje nastupati Aristide Bruant pjevajući svoje kritičke i socijalno angažirane šansone, postavši muzom slikara i pjesnika.
Nezaboravna Lucienne Boyer i njezina pjesma Parlez-moi d`amour postala je sinonimom Pariza kao grada ljubavi. Napisana je još davne 1923. godine, ali Boyer ju je kreirala kao šansonu tek 1930. Bila je to ujedno prva pjesma čija je ploča te iste 1930. okrunjena slavnom francuskom nagradom Grand Prix.
Oko tridesetih godina prošlog stoljeća s pojavom zvučnog filma kinodvorane će malo po malo zamijeniti music-hallove, ali šansona će se i dalje snažno razvijati zahvaljujući razvitku novog medija - radio-difuzije, te će se mnogo slušati preko mnogih državnih i privatnih radiostanica.
Charles Trenet će postati ocem poetske šansone i pretečom svih kasnijih autora-kompozitora i interpreta vlastitih pjesama, što će biti bitnim obilježjem francuske artističke šansone. Mnogo se sluša jazz koji utječe na šansonu. Josephine Baker osvaja pariške pozornice, tu su naravno i Trenet, Yves Montand, Gilbert Bécaud, Charles Aznavour, zatim Boris Vian i Serge Gainsbourg i mnogi drugi autori, često inspirirani jazzističkim ritmovima.

## Zlatno doba šansone
Zlatno doba šansone nastupa iza Drugog svjetskog rata s niz novih nadahnutih autora i interpreta. Yves Montand i Françis Lemarque nastavljaju se na pučku šansonu, kao i Édith Piaf, pojavljuju se Gilbert Bécaud, Guy Béart, Jacques Brel, Georges Brassens, Léo Ferré, Félix Leclerc, Cathérine Sauvage, Juliette Gréco i mnogi drugi. Pjesništvo i šansona tada su već u uskoj sprezi što će potrajati kroz cijelo četvrto i peto desetljeće - sve do šezdesetih godina i provale yé-yé razdoblja, pod utjecajem američkog rock`n`rolla, što će potpuno izmijeniti sliku glazbenog života mladih. 
Édith Piaf je obilježila cijelu prvu polovicu 20. stoljeća izuzetnom ličnošću i krajnje emocionalnim načinom pjevanja. Bila je i ostala najveće ime francuske šansone, jednostavna i direktna, obraćala se svakome i svi su je razumjeli. Velika se umjetnost često rađa iz velike osobne patnje, a šansonjerski izričaj Édith Piaf bio je upravo to: svoju patnju i strašna iskustva iz siromašne mladosti, a i kasnije, ona je cijelim svojim bićem prenijela u svoju pjesmu.

## Izvođači
| - Alizée - Hugues Aufray - Charles Aznavour - Edith Piaf - Josephine Baker - Daniel Balavoine - Dalida - Brigitte Bardot - Lucio Battisti - Gilbert Bécaud - Marie-Paule Belle - Jane Birkin - Bourvil - Angelo Branduardi - Mike Brant - Georges Brassens - Jacques Brel - Fifi Brix - Patrick Bruel - Carla Bruni - Francis Cabrel - Jean-Michel Caradec - Ingrid Caven - Eric Charden - Robert Charlebois - Jeanette Chéro - Maurice Chevalier - André Claveau - Julien Clerc - Riccardo Cocciante - Paolo Conte - Joe Dassin - Arsen Dedić - Georgette Dee - Michel Delpech - Ewa Demarczyk - Marlene Dietrich - Yves Duteil - Jacques Dutronc - Blandine Ebinger - Mylène Farmer - Jean Ferrat | - Léo Ferré - Tim Fischer - Patrick Fiori - Sabine Fischmann - Maxime Le Forestier - Cora Frost - Michel Fugain - Serge Gainsbourg - Valeska Gert - Jean-Jacques Goldman - Juliette Gréco - Yvette Guilbert - Gerhard Rüdiger Gundermann - Daniel Guichard - Johnny Hallyday - Francoise Hardy - Hana Hegerova - Michael Heltau - Dominique Horwitz - Michel Jonasz - Joana - Patrick Juvet - Patricia Kaas - Tereza Kesovija - Hildegard Knef - Maegie Koreen - Cissy Kraner - Marie Laforet - Serge Lama - Catherine Lara - Gérard Lenorman - Lotte Lenya - Leonard Cohen - Margo Lion - Annett Louisan - Colette Magny - Svetlana Makarovič - Malediva - Hélène Martin - Mireille Mathieu - Maurane - Gisela May - Reinhard Mey - Milva - Mistinguett | - Iztok Mlakar - Georges Moustaki - Yves Montand - Kemal Monteno - Maria Mucke - Celina Muza - Jo van Nelsen - Nicoletta - Claude Nougaro - Marc Ogeret - Vlaho Paljetak - Pierre Perret - Nicolas Peyrac - Thomas Pigor - Michel Polnareff - Anna Prucnal - Queen Bee - Serge Reggiani - Renaud - Tanja Ries - Henri Salvador - Veronique Sanson - Michel Sardou - Catherine Sauvage - Claude-Michel Schönberg - Nanette Scriba - Arthur Senkrecht - William Sheller - Mort Shuman - Francesca Solleville - Alain Souchon - Iris Stromberger - Anne Sylvestre - Barbara Thalheim - Charles Trenet - Rosa Valetti - Sylvie Vartan - Boris Vian - Frank Viehweg - Helen Vita - Claire Waldoff - Zazie - Zebda |

## Vanjske poveznice
- Proleksis enciklopedija Online: Šansona